# Emily Bell
Emily Jane Bell (King's Lynn, 14 de setembre de 1965)) és una periodista i docent anglesa. És professora de Periodisme a la Universitat de Colúmbia (Columbia School of Journalism) i directora del Centre Tow de Periodisme Digital, part de la CSJ, a Nova York. Abans d'assumir el seu càrrec acadèmic al Centre Tow l'any 2010, Bell havia treballat als diaris The Guardian i Observer des del 1990.
El 1987 es va graduar a Christ Church, Oxford. Va començar la seva carrera a Big Farm Weekly el mateix any, i el 1988 es va unir a Campaign, una revista per a negocis de publicitat. El juny de 2000, Bell va esdevenir editora executiva de la web de Media Guardian, i editora en cap del Guardian Unlimited el febrer de 2001.
El setembre de 2006, Bell va passar a formar part de la junta de Guardian Newspapers Ltd i va assumir el càrrec de directora de contingut digital per Guardian News and Media. Emily Bell va convertir-se en directora no executiva de l'Scott Trust, propietari del Guardian Media Group, el gener de 2013.